# خنيفرة
خنيفرة مدينة مغربية وحاضرة إقليم خنيفرة، تقع في جهة بني ملال خنيفرة بين جبال الأطلس المتوسط على ارتفاع 826 م فوق سطح البحر، تحيط بها أربعة جبال. تعتبر عاصمة قبائل زيان الأمازيغية، إذ يشهد لها التاريخ بمقاومتها ضد المستعمرين الفرنسيين في بداية القرن العشرين؛ إذ هزموا الفرنسيين في معركة الهري سنة 1914 م بقيادة محمد بن حمو الزياني وقد أخذت اسم خنيفرة عن بعض الروايات التي تقول أنه كان هناك راعي غنم يعيش قديما في هده المنطقة يدعى خنفر، وبحسب آخر الإحصائيات لعدد السكان بالمغرب لكل مدينة سنة 2014، بلغ خصيصا سكان مدينة خنيفرة ما يعادل 118,000 نسمة.

## الجغرافيا والموقع
تقع خنيفرة على ضفاف نهر أم الربيع، وتحيط بها جبال الأطلس المتوسط، ما يمنحها مناخًا جبليًا معتدلًا صيفًا وباردًا شتاءً. ترتفع المدينة عن سطح البحر بحوالي 826 مترًا، وتبعد عن العاصمة الرباط بحوالي 230 كيلومترًا، وعن فاس بـ 150 كيلومترًا، وبني ملال بـ 100 كيلومتر.

## التاريخ

#### العصور الوسطى
عرفت خنيفرة تاريخًا عريقًا يعود إلى العصور القديمة، حيث كانت منطقة عبور واستقرار للعديد من القبائل الأمازيغية. وقد شهدت المنطقة تطورات مهمة خلال العصور الوسطى، خاصة في ظل الدول الإسلامية المتعاقبة.

#### المقاومة ضد الاستعمار الفرنسي
برزت خنيفرة بقوة خلال القرن العشرين، خاصة بفضل المقاومة المسلحة بقيادة الزعيم الأمازيغي موحى وحمو الزياني، الذي قاد معركة الهري سنة 1914 ضد الجيش الفرنسي، والتي تُعدّ من أشهر معارك المقاومة المغربية. وقد لعبت المدينة دورًا محوريًا في الكفاح من أجل الاستقلال، مما جعلها رمزًا للبطولة والكرامة الوطنية.

## السكان
حسب الإحصاء العام للسكان والسكنى سنة 2014، بلغ عدد سكان مدينة خنيفرة حوالي 117,000 نسمة. يتحدث أغلب السكان الأمازيغية الزايانية، إلى جانب اللغة العربية. وتُعرف المدينة بتعددها الثقافي والانفتاح بين مكوناتها السكانية.

## الاقتصاد

#### الزراعة والأنشطة الغابوية
يعتمد اقتصاد خنيفرة على الزراعة بفضل وفرة المياه والأراضي الخصبة، بالإضافة إلى الأنشطة الغابوية نظراً لغناها بالغابات، خاصة شجر الأرز.

#### السياحة الجبلية
تُعد السياحة الجبلية من القطاعات الواعدة في خنيفرة، حيث تجذب الطبيعة الخلابة والغابات الكثيفة والبحيرات الزوار من مختلف المناطق. ومع ذلك، لا تزال البنية التحتية السياحية في حاجة إلى تطوير لتعزيز هذا القطاع.

#### الصناعة التقليدية
تشتهر خنيفرة بالصناعة التقليدية، خاصة في مجال النسيج وصناعة الزرابي (السجاد)، حيث يُعتبر "الزربية الزايانية" من أبرز المنتجات التقليدية التي تعكس التراث الثقافي للمنطقة.

## الثقافة والمجتمع
تُعتبر خنيفرة حاضنة للثقافة الأمازيغية، خاصة فن أحيدوس، وتُقام فيها مهرجانات محلية تحتفي بالموروث الأمازيغي الشعبي. كما تُعرف بإسهامها في الحركة الوطنية والفكرية، وتضم عددًا من الجمعيات الثقافية والفنية النشيطة، ومراكز لتعليم اللغة الأمازيغية.

## المعالم والمواقع السياحية
- قصبة موحى أوحمو الزياني: تُعد رمزًا للذاكرة الجماعية للمدينة، حيث شهدت العديد من الأحداث التاريخية المهمة.
- بحيرة أكلمام أزكزا: تقع على ارتفاع 1500 متر، وتُعد من أبرز الوجهات السياحية في المنطقة.
- منتزه خنيفرة الوطني: يُغطي مساحة واسعة من الغابات والجبال، ويُعد موطنًا للعديد من الأنواع النباتية والحيوانية.
- الزاوية الدلائية: تقع على بعد 8 كيلومترات من قرية أيت إسحاق، وكانت مركزًا علميًا هامًا في القرن السادس عشر.(أنوار بريس)

## التعليم والبنية التحتية
تتوفر خنيفرة على مؤسسات تعليمية عمومية وخاصة، ومستشفى إقليمي ومراكز صحية، وشبكة طرقية تربطها بعدة مدن مغربية. كما توجد مشاريع مستقبلية لتحسين البنية التحتية وتعزيز التنمية المحلية.

## شخصيات بارزة
- موحى وحمو الزياني: زعيم المقاومة المسلحة ضد الاستعمار.
- محمد رويشة: فنان وموسيقي مغربي مشهور.
- رشيد نيني: صحفي وكاتب مغربي.

## النقل الحضري
يعرف قطاع النقل بخنيفرة تنوعا في المرتبة الأولى سيارات الأجرة الصغيرة ذات اللون الأصفر وتاليها الحافلات التي تعرف استعمالا كبيرا من طرف الساكنة وتملك شركة حافلات الكرامة 80 حافلة تقريبا تتوزع على داخل وخارج المدينة، بثمن ضئيل يمكن لأي كان تأديته وهو درهمان.

### الخطوط

#### خطوط داخل المدينة
خط 1: أمالو - حي الفتح
خط 2: الكورس - حي الفتح
خط 3: المسيرة العليا - حي الفتح
خط 4: حي لاسيري الكبير - حمرية
خط 5: مركب تِتريت - فارا
خط 6: المسيرة السفلى - حي الفتح
خط 7: حي الفتح - مركب تِتريت

#### خطوط خارج المدينة
كل خطوط خارج المدينة تربط من خنيفرة إلى القرى المجاورة:
خط : خنيفرة - تيغسالين
خط : خنيفرة - ايت سحاق
خط : خنيفرة - واومنة
خط : خنيفرة - القباب
خط : خنيفرة - سيدي حيى اوساعد
خط : خنيفرة - تلحيانت
خط : خنيفرة - كهف نسور
خط : كهف النسور - سيدي بوعباد
خط : خنيفرة - أكلموس
خط : خنيفرة - أحد بوحسوسن
خط : خنيفرة - البرج والصابرة
خط : خنيفرة - اروكو
خط : خنيفرة - تسكارت

## أعلام
- يوسف بابا
- جواد غريب
- محمد بن حمو الزياني
- حادة أوعكي
- محمد مغني
- موحى الحسين أشيبان
- محمد رويشة
- فاضمة عبي

## وصلات خارجية
- صور لخنيفرة
- https://journals.openedition.org/encyclopedieberbere/1355